# Z-46号驱逐舰
Z-46号驱逐舰是第二次世界大战中纳粹德国海军建造的驱逐舰。 Z-46号是Z级驱逐舰1936年C型的首舰。并且在建造途中被盟军的飞机轰炸，最终被废弃。

## 设计
1936年C型虽然是在1936A、B型的基础上改进的，但和它的前辈们差别甚大 通过战争所积累的经验表明驱逐舰的防空火力十分重要，而且小口径的防空武器在对付有装甲保护的大型飞机时非常吃力。另一方面1936年A型安装的150毫米火炮过于沉重，不适合在驱逐舰上使用，因此1936年C型准备使用新的C41M型50倍口径128毫米高平两用炮作为主要武器，可以兼顾对海和对空，并在后部安装德国驱逐舰最初的雷达射击指挥仪。火炮安装在双联炮塔形中，每艘舰上3座。但双联炮塔的重量较大，为了避免1936A型首部过重在风浪中埋首的问题，炮塔布置采用前1后2。
1936年C型驱逐舰原计划建造5艘，编号Z-46至Z-50号，其中Z-46号和Z-47号于1941年10月在不莱梅希德马克船厂开工，但是建造工作在1942年陷于停顿，1943年再次开工，因为材料短缺和遭到盟军飞机的轰炸，进展缓慢，1944年11月终于被放弃。Z-48至Z-50号的建造命令在1942年6月下达，但实际的工程从来没有开始过。

## 脚注
1. 1 2 3  Gröner 1990，第205頁.
2. 1 2 3 4 5 6  Gröner 1990，第204頁.
3. 1 2 3 4 5 6 7 8 9 10 11 12 13  Gröner 1990，第203頁.
4. ↑  Koop & Schmolke 2003，第27頁.
5. 1 2 3 4 5 6  Koop & Schmolke 2003，第38頁.
6. ↑  Lenton 1975，第79頁.
7. ↑  Gardiner and Chesneau 1980，第235頁.
8. ↑  Whitley 1991，第38頁.
9. ↑  Koop & Schmolke 2003，第25 & 38頁.